# Jamesonita
La jamesonita es un mineral de la clase de los minerales sulfuros. Fue descubierta en 1825 en Cornualles (Reino Unido), siendo nombrada en honor de Robert Jameson, célebre mineralogista escocés. Sinónimos poco usados son: comuccita, cornuccita o domingita.

## Características químicas
Es un sulfoantimoniuro de metales de plomo y de hierro. Fácilmente confundible con la boulangerita (Pb5Sb4S11), de composición química parecida pero sin hierro.
Es dimorfo con la parajamesonita, y además es isoestructural con el mineral benavidesita (Pb4MnSb6S14), con el cual forma una serie de solución sólida, en la que la sustitución gradual del hierro por manganeso va dando los distintos minerales de la serie.
Además de los elementos de su fórmula, suele llevar como impurezas: cobre, cinc, plata y bismuto.

## Formación y yacimientos
Aparece como mineral primario en zona de influencia hidrotermal que están es sus último etapas, a temperaturas ya entre moderadas y bajas, encontrándose en vetas de plomo, plata y cinc.
Suele encontrarse asociado a otros minerales tales como otras sulfosales del plomo: pirita, esfalerita, galena, tetraedrita, estibina, cuarzo, siderita, calcita, dolomita o rodocrosita.

## Usos
Es buscado y extraído en las minas como mena del plomo y del antimonio.